# 1968年グルノーブルオリンピックのバイアスロン競技
1968年グルノーブルオリンピックのバイアスロン競技（1968ねんグルノーブルオリンピックのバイアスロンきょうぎ）はグルノーブルの西約13km郊外のオトラン(Autrans)で男子のみ2種目が実施された。

## 競技結果

### 男子20km
- 1968年2月12日

| 順位 | 国・地域     | 氏名                           | 総合タイム（ミスショット） |
| ---- | ------------ | ------------------------------ | -------------------------- |
| 金   | ノルウェー   | マグナル・ソルベルク           | 1時間13分45秒9（0）        |
| 銀   | ソビエト連邦 | アレクサンドル・チホノフ       | 1時間14分40秒4（2）        |
| 銅   | ソビエト連邦 | ヴラジーミル・グンダルツェフ   | 1時間18分27秒4（2）        |
| 4    | ポーランド   | スタニスワフ・シュツェパニアク | 1時間18分56秒8（1）        |
| 5    | フィンランド | アルヴォ・キンナリ             | 1時間19分47秒9（2）        |
| 6    | ソビエト連邦 | ニコライ・プザノフ             | 1時間20分14秒5（3）        |
| 7    | ソビエト連邦 | ヴィクトル・ママトフ           | 1時間20分20秒8（1）        |
| 8    | ポーランド   | スタニスワフ・ウカシュチク     | 1時間20分28秒1（4）        |
| 28   | 日本         | 渋谷幹                         | 1時間27分37秒1（6）        |
| 33   | 日本         | 大野公                         | 1時間28分47秒8（8）        |
| 34   | 日本         | 奥山省三                       | 1時間28分51秒0（7）        |
| 43   | 日本         | 吉村一                         | 1時間32分05秒5（9）        |

### 男子4x7.5kmリレー
- 1968年2月15日

| 順位 | 国・地域     | 氏名 | 総合タイム（ミスショット） |
| ---- | ------------ | --- | -------------------------- |
| 金   | ソビエト連邦 | アレクサンドル・チホノフ ニコライ・プザノフ ヴィクトル・ママトフ ヴラジーミル・グンダルツェフ           | 2時間13分02秒4（2）        |
| 銀   | ノルウェー   | オーラ・ヴァールハウク オーラヴ・ヨールデート マグナル・ソルベルク ヨン・イスタート                     | 2時間14分50秒2（5）        |
| 銅   | スウェーデン | ラーシュ＝ギョーラン・アーヴィドソン トーレ・エリクソン オーレ・ピエトルーソン ホルムフィルド・オルソン | 2時間17分26秒3（0）        |
| 14   | 日本         | 大野公 奥山省三 渋谷幹 吉村一                                                                           | 2時間35分21秒0（9）        |